# باربرا إنرايت
باربرا إنرايت (بالإنجليزية: Barbara Enright)‏ هي لاعبة بوكر أمريكية، ولدت في 19 أغسطس 1949 في لوس أنجلوس في الولايات المتحدة.